# Ranaudip Singh

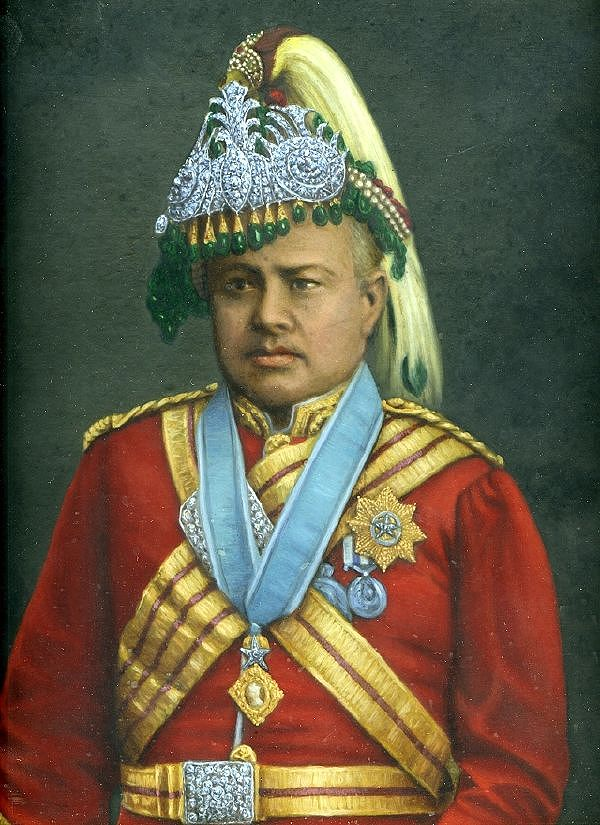
Ranaudip Singh Bahadur Kunwar Ranaji

Ranaudip Singh Bahadur Kunwar Ranaji, kurz auch Ranaudip Singh (nepali: रणोद्दिप सिंह कुँवर; * 3. April 1825; † 22. November 1885 in Kathmandu) war vom 27. Februar 1877 bis zu seiner Ermordung am 22. November 1885 Premierminister von Nepal.

## Leben
Er wurde als siebter Sohn von Kaji Bal Narsingh Kunwar und seiner zweiten Frau Ganesh Kumari Thapa, Tochter von Thapa Kazi General Nain Singh Thapa, geboren. Er gehörte der Rana-Dynastie an, die von 1846 bis 1951 die autoritär regierenden Premierminister von Gorkha bzw. Nepal stellte und führte den Titel eines Maharadscha von Kaski und Lamjung. Er folgte nach dessen Tod 1877 seinem Bruder Jang Bahadur Rana als Premierminister von Nepal. Nachdem er 1882 einen Putschversuch überstanden hatte, wurde er bei einem Putsch seiner Neffen Khadga Shamsher, Bhim Shamsher und Dambar Shamsher ermordet. Ihm folgte Bir Shamsher Jang Bahadur Rana.

## Ehrungen (Auswahl)
- Honorary Knight Grand Cross of the Order of the Bath
- Honorary Knight Grand Cross of the Order of St Michael and St George
- Honorary Knight Grand Commander of the Order of the Star of India
- Honorary Knight Grand Cross of the Royal Victorian Order